# Paul Dyer Merica
Paul Dyer Merica (Warsaw (Indiana), 17 de março de 1889 — Tarrytown (Nova Iorque), 20 de outubro de 1957) foi um físico estadunidense.

## Vida
Filho de Charles Oliver e Alice White Merica. Casou com Florence Young.